# Антифат
Вижте пояснителната страница за други значения на Антифат.
Антифат е великан, герой от древногръцката митология. Според Омировата „Одисея“ е цар на човекоядците лестригони, на чиито брегове попаднал Одисей по време на своите скитания. Нагълтал един от другарите на Одисей и потопил 11 кораба. Древните търсели царството му („дома на Антифат“) в околностите на град Формие в Лациум, днес Моле ди Гаета .